# Pays de Yam

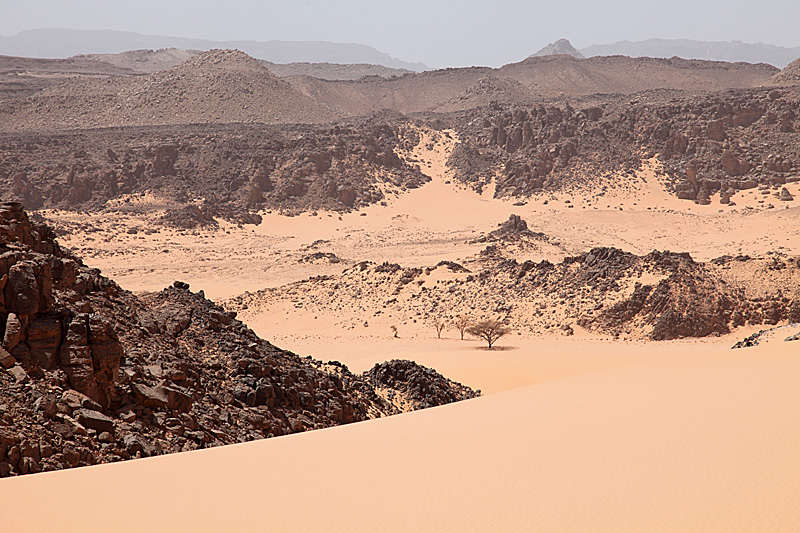
Paysage actuel des Monts Ouenat où a été trouvée une inscription mentionnant le Yam et le « Tekhe-bet ».

Le pays dont le nom est par défaut transcrit Yam ou Iam est un royaume antique jouxtant au sud-ouest l'Égypte pharaonique.
Son étendue le long de pistes caravanières s'étirant sur plusieurs centaines de kilomètres fait encore l'objet de spéculations. C'est par son intermédiaire que les pharaons entretiennent à partir de la VIe dynastie, soit aux environs de -2200, un commerce avec les régions restées inconnues de l'Afrique noire. C'est en particulier au Yam que le nomarque Hirkhouf, prince marchand d'Éléphantine, qui est la ville la plus méridionale de l'Ancien Empire, découvre un corps de ballet animé par des pygmées capturés dans l'intérieur du continent, semblables à un homme amené du Pount à la cour du pharaon Isési cent cinquante ans plus tôt.

## Sources épigraphiques
L'épigraphie continue de révéler au gré des campagnes de fouilles de nouvelles citations difficiles à interpréter, soit parce que des hiéroglyphes ont été altérés soit parce que l'orthographe ou le sens ont varié. Une difficulté supplémentaire dans l'interprétation de ces citations vient en particulier de la signification raciste attachée à la désignation des habitants du sud de l'Égypte, de sorte que cette désignation semble renvoyer, dans un mélange de crainte et de fascination baignant dans un esprit de magie, tantôt aux habitants en tant que tels tantôt aux « négros ». Le plus souvent, ce sont des indications géographiques écrites dans le cadre d'éloge funèbre ou bien inversement des malédictions incantatoires prononcées à l'occasion de rituels magiques contre des Yamites.

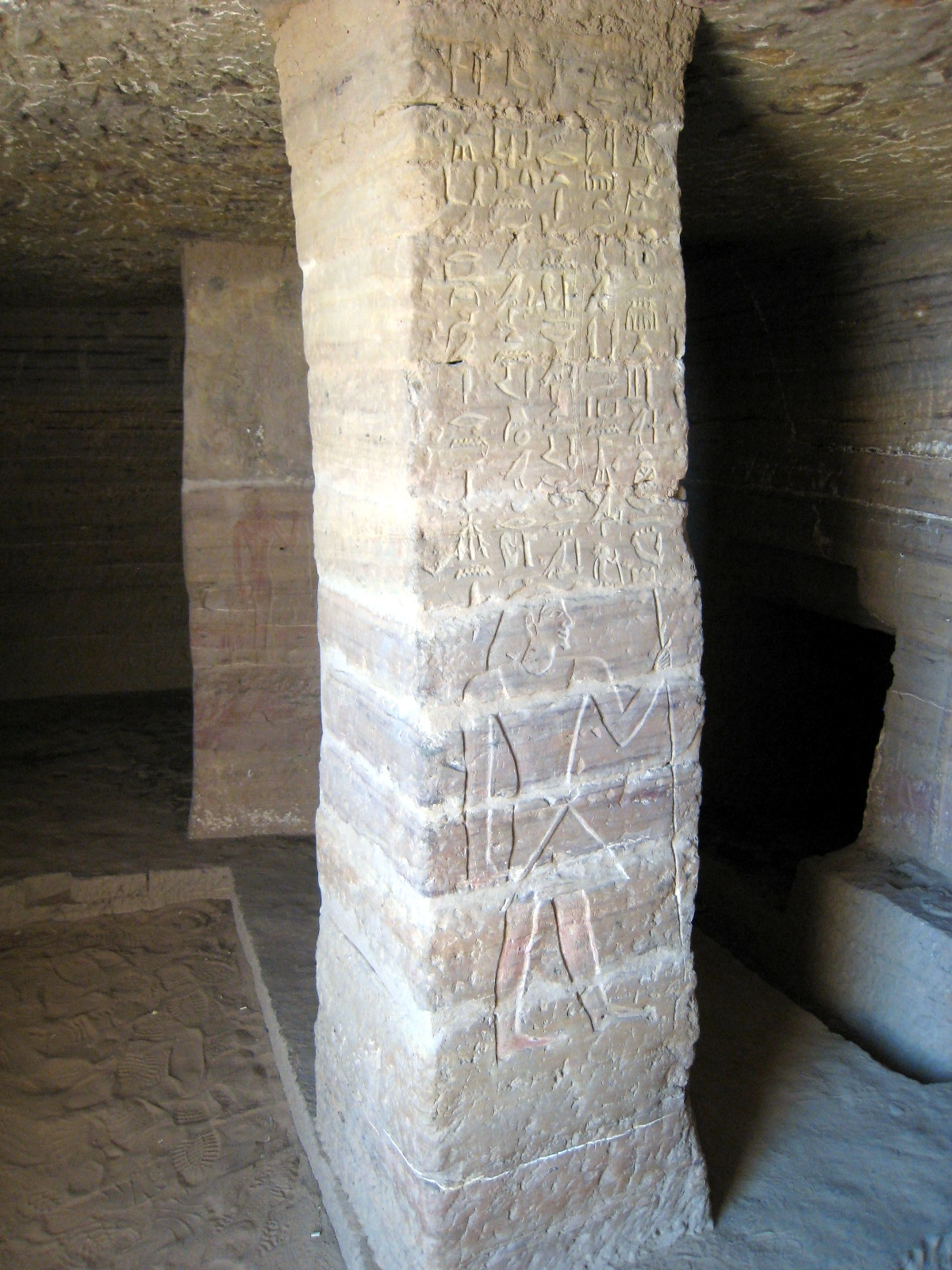
Intérieur de la tombe de Hirkhouf où a été découvert le principal texte évoquant le Yam, la citation d'une lettre du pharaon Pépi II fasciné par les pygmées.

- À Qubbet el-Hawa près d'Éléphantine et de la frontière,
  - autobiographie funèbre d'Hirkhouf[7],
  - inscription de la tombe de Sabni,
  - inscription reconstituée de la tombe de Mekhou[8],
  - inscription de la tombe de Hekaib,
  - inscription de la tombe de Pépi-Nakht,
  - inscription, ajoutée postérieurement à -2160, de la fausse porte de la tombe de Setka[9].

- En aval c'est-à-dire en Égypte même,
  - stèle rupestre de Mérenrê à Saqqarah,
  - deux passages de l'autobiographie funèbre d'Ouni de la nécropole d'Abydos, aujourd'hui au Musée du Caire,
  - charte d'immunité de Dahchour,
  - poupée d'envoûtement de Gizeh, aujourd'hui au Musée du Caire, cote 88146A[10],
  - grand mannequin d'envoûtement[11].

- En amont c'est-à-dire en Koush,
  - stèle de Bouhen no 2540[12].

- Dans les oasis du désert Libyque,
  - poupée d'envoûtement de la nécropole de Balat à Ad-Dakhla[13],
  - inscription rupestre de Ouenat[14].

## Variations orthographiques
| i | mA | M1 | m | xAst |

| i | mA | M1 | m | xAst |

La lecture Yam, transcrite 'iȜm, ou Yma, transcrite 'imȜ, où Ȝ traduit une voyelle variable, est conventionnelle mais simplificatrice. Les hiéroglyphes se lisent Ỉ (la feuille de palme), qui est un yod polyvalent, Ma (l'araire), rr roulé (l'arbre), M final redondant (la chouette) sans valeur phonétique certaine. Le signe des collines à trois sommets qui termine le nom est un déterminatif qui indique qu'il s'agit d'un toponyme et ne se prononce pas. Le syllabisme de l'égyptien ancien et son écriture idéogrammique ne permet pas d'être certain de la vocalisation à adopter. L'inscription de la tombe d'Ouni substitue au hiéroglyphe de l'araire celui du percnoptère, qui note un a (comme dans Cléopâtre).
La stèle rupestre de Bouhen 2540 ajoute après la palme un hiéroglyphe qui indique un arrêt glottal et celui de l'arbre a disparu. En suivant littéralement le consonantisme de l'écriture, on restitue difficilement à travers plusieurs transcriptions hiéroglyphiques approchantes la prononciation entendue par une oreille égyptienne d'un mot de la langue saharienne ou couchitique primitive qui a pu connaître des variations grammaticales ou dialectales ainsi que des altérations selon les traducteurs et les époques :
- Y m rr (m) (Hirkhouf),
- Y a rr (m) (Ouni),
- Yq ma (m) ou Qy ma (m) (Bouhen).

En optant pour telle ou telle vocalisation de Ỉ et de Ȝ, on obtient un schéma consonantique qui pouvait être [ʔ mr], [ʔ rm] ou [jmr], auquel s'ajoute constamment un m final peut être muet.

## Variations sémantiques
| i | mA | M1 | m | O1 |

| i | mA | M1 | m | O1 |

Ce toponyme se prête à des jeux de mots. Si son orthographe est différente, il se prononce de la même manière que le mot qui signifie campement. Les trois premiers hiéroglyphes signifient ensemble arbre, de sorte qu'avec son déterminatif final et le hiéroglyphe de la chouette, la désignation peut se comprendre comme signifiant Pays de l'arbre M.
Les Égyptiens appelaient « arbre de Yam » la Capparacée Maerua crassifolia, espèce alors connue d'eux pour être répandue dans les oasis du désert Libyque habités par les « Neuf Arcs », leurs ennemis occidentaux.
Avec le temps, Yam, comme Pount, a pu désigner moins le royaume délimité découvert du temps d'Hirkhouf qu'une sorte de pays des merveilles.

## Étymologie
L'imprécision et la pauvreté des sources n'ont pas arrêté les aventuriers de l'étymologie. Ils ont cherché, chacun avec force astuce, dans des langues autrefois présentes sur un territoire du Yam lui-même indéterminé. L'hypothèse d'une origine dans la vallée nubienne oriente vers une étymologie qui a sa source dans le couchitique ancien. Celle d'une extension aux oasis du désert Libyque conduit au saharien originel.
Dans les deux cas, ont été retenus, à l'instar des Sao « peuple des kraals », un étymon relatif à une construction civilisatrice ou un pôle d'habitation  :
- *mayr[16] ou *mawr[27], qui signifie enclos, pour l'hypothèse afroasiatique[27],
- Emeri[18], qui aurait signifié oued, pour l'hypothèse nilosaharienne[28].

Or le même radical se retrouve dans le nom du royaume de Kerma, retenu par certains comme localisation du Yam, dans la vallée nubienne, et dans le nom de Kerma dans le désert Libyque, capitale des ancêtres des Toubous, les Garamantes, dont les routes caravanières entre Ennedi et vallée du Nil remontent à l'Holocène. Ces deux toponymes, très postérieurs aux premières inscriptions relatives aux « 'Ymer », illustrent les limites auxquelles se heurte l'étymologie dans le cas d'emprunts de noms propres faits à une langue par une autre.

## Localisation

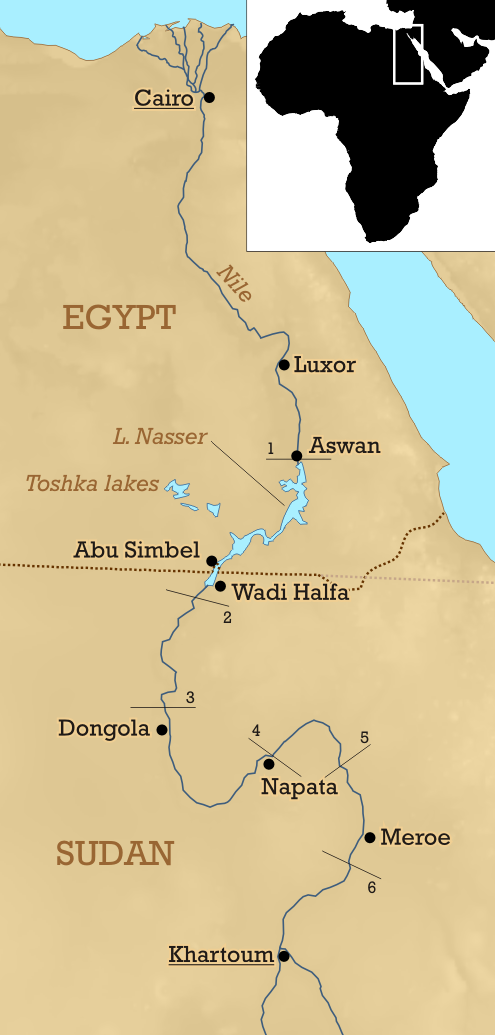
Principaux sites historiques nubiens et cataractes sur la vallée actuelle du Nil.
Le Yam se serait situé à hauteur des récents lacs de Toshka et étendu peut être plus de mille deux cents kilomètres vers l'ouest, jusqu'à l'Ennedi, le long de pistes caravanières.

Ennemi méridional des Libyens Tjemehou, le royaume de Yam s'étendait à l'ouest de cette portion de la vallée du Nil au-delà de la première cataracte qui deviendra, six cents ans après la première exploration égyptienne, soit vers -1520, le vice-royaume de Koush. C'est le pendant occidental du tout aussi mystérieux pays de Pount mais il n'est pas exclu qu'il eût son centre sur la vallée même en amont des royaumes de Ouaouat, de Zaw et de Irt, qui, sous le règne d'un unique souverain, s'étiraient dans la basse Nubie respectivement de la première à la seconde cataracte jusqu'au comptoir thinite de Bouhen, ce qui le situerait dans la région de Kerma.
Le pays, gouverné par un roi, est accessible au terme d'un voyage de plus de quatre mois, durée indéterminée du séjour incluse, par une route traversant le désert et passant par une oasis. Son étendue à travers le désert Libyque reste imprécise mais une inscription trouvée à Ouenat, trop à l'ouest de la vallée du Nil pour n'être qu'un comptoir égyptien, indique qu'il incluait cette oasis, qui était peuplée par les Toubous jusqu'avant guerre et qui fait aujourd'hui la frontière entre Libye et Soudan.
Cette extension occidentale est à mettre en regard des migrations que l'assèchement croissant de la région a provoquées et du maintien à travers le désert d'un commerce caravanier préhistorique.

## Commerce avec le cœur du continent
Ce commerce caravanier préhistorique transportait dès avant -3000 de l'obsidienne, une variété d'ébène, de l'oliban mêlée à l'encens, de l'or, de l'ivoire, des cannes de raphia, de l'huile de palme, des panthères ou léopards. Toutes ces choses sont produites en Afrique tropicale et sahélienne, mais aussi jusqu'à l'époque historique au Kongo et au Loango ou bien encore au Fombina et en Guinée.
Le Yam, comme le Pount depuis la plus haute antiquité et comme les caravanes du Darfour jusqu'au XIXe siècle, en approvisionnait donc l'Égypte en partie en tant que zone de production mais principalement en tant qu'ultime intermédiaire,.